# Lover (chanson)
Pour les articles homonymes, voir Lover.
Singles de AAA
Flavor of kiss
(2015) Aishiteru no ni, Aisenai
(2015)
Lover est le 48e single du groupe AAA sorti sous le label Avex Trax le 29 juillet 2015 au Japon. À l'occasion de leur dixième anniversaire, un single est sorti chaque mois, celui-ci est le dernier d'une série de sept. Il arrive 4e à l'Oricon. Il se vend à 42 989 exemplaires la première semaine et reste classé 5 semaines pour un total de 49 000 exemplaires vendus en tout durant cette période. Lover se trouve sur l'album AAA 10th Anniversary Best.

## Liste des titres
| 1. | Lover                |  |
| 2. | Lover (Instrumental) |  |